# Спортивное фехтование

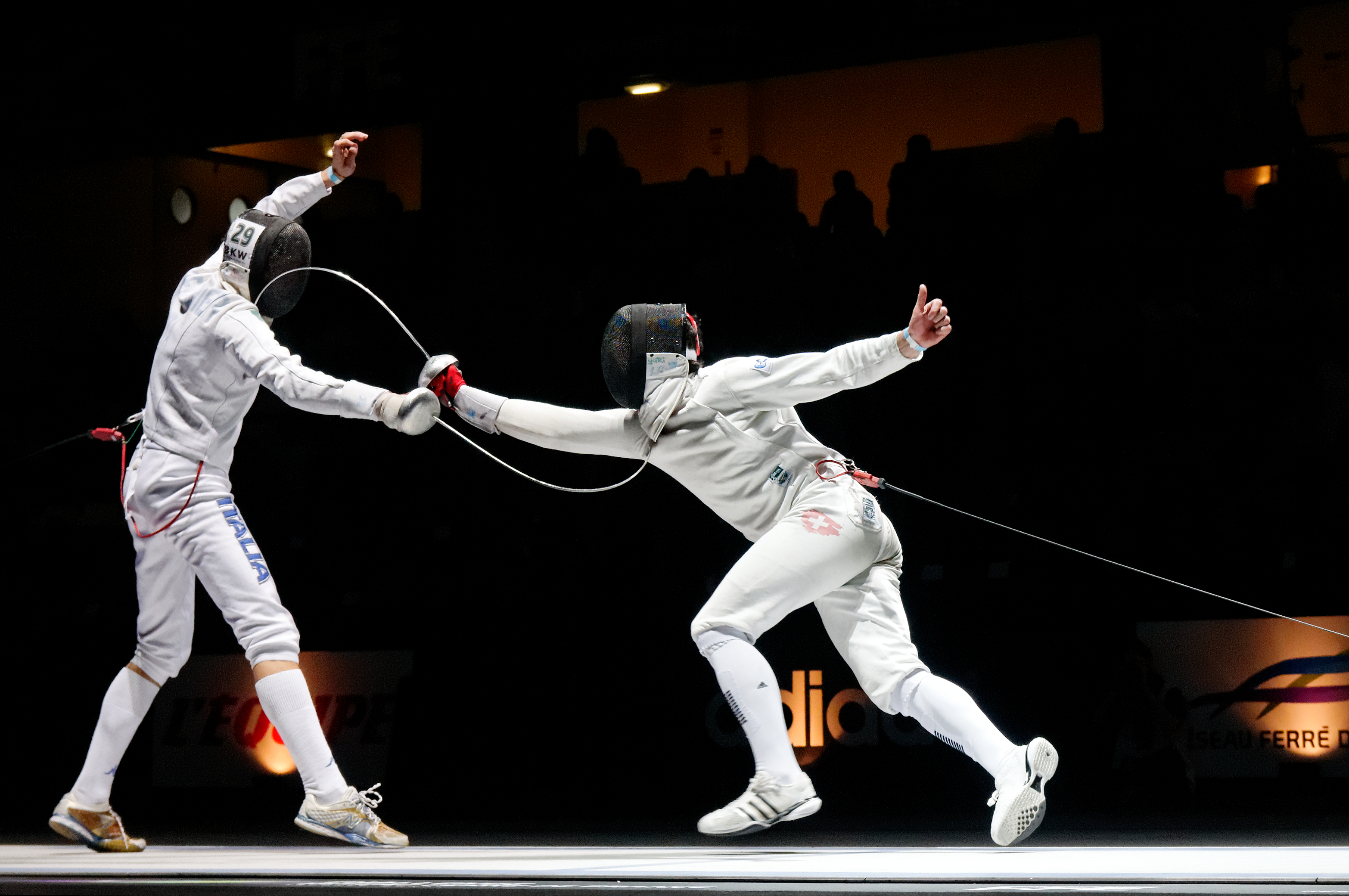
Фехтовальщики на турнире в Париже, 2012

Спорти́вное фехтова́ние — один из пяти видов спорта, входящих в программу всех летних Олимпийских игр современности. В зависимости от используемого оружия подразделяется на фехтование на рапирах, фехтование на саблях и фехтование на шпагах. Соревнования проводятся среди индивидуальных спортсменов и среди команд.

## История

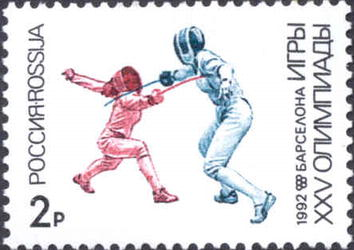
Почтовая марка 1992 год. XXV летние Олимпийские игры «Барселона-92». Фехтование

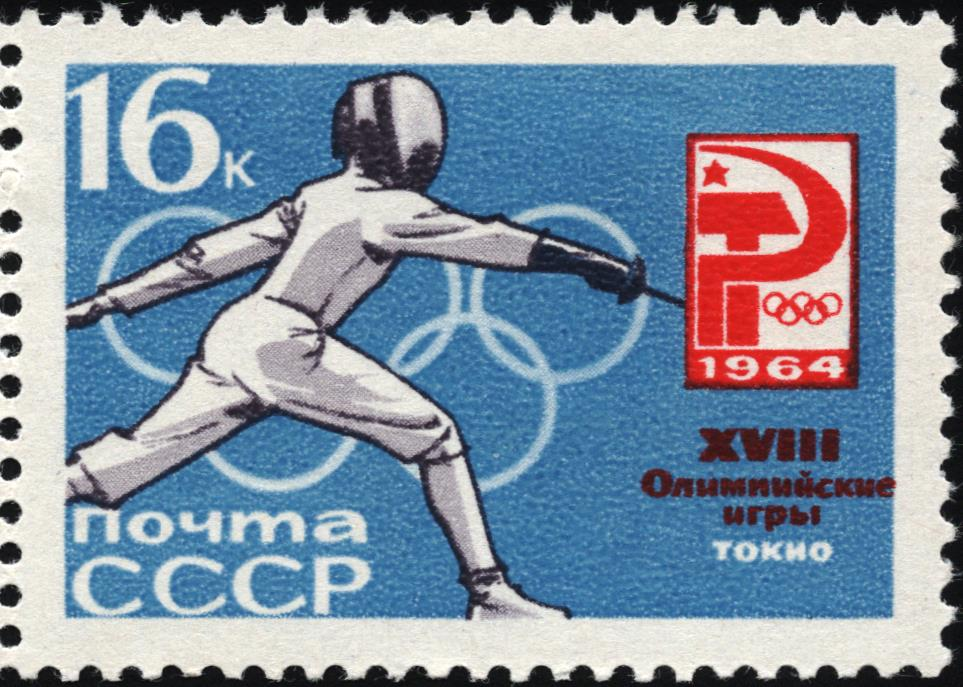
Почтовая марка. Летние Олимпийские игры 1964 года

Фехтование на рапирах появилось в программе Олимпийских игр 1896 года. В программу Олимпийских игр 1900 года входило фехтование уже во всех трёх видах оружия.
29 ноября 1913 в Париже была основана Международная федерация фехтования. Первый международный турнир по фехтованию, организованный под её эгидой, прошёл в 1921 году в Париже. В 1937 году Международная федерация фехтования придала турниру статус чемпионата мира, одновременно признав чемпионатами мира турниры, начиная с 1921 года. Чемпионаты проводились ежегодно за исключением лет, выпадающих на Олимпийские игры. Олимпийские соревнования засчитывались как чемпионаты мира соответствующего года.
Чемпионаты мира на шпагах среди мужчин проводятся с 1921 года, на саблях с 1922 года, на рапирах с 1926 года. Соревнования на рапирах среди женщин проводятся с 1929 года. Женская шпага появилась в 1989 году, а женская сабля — в 1999 году.

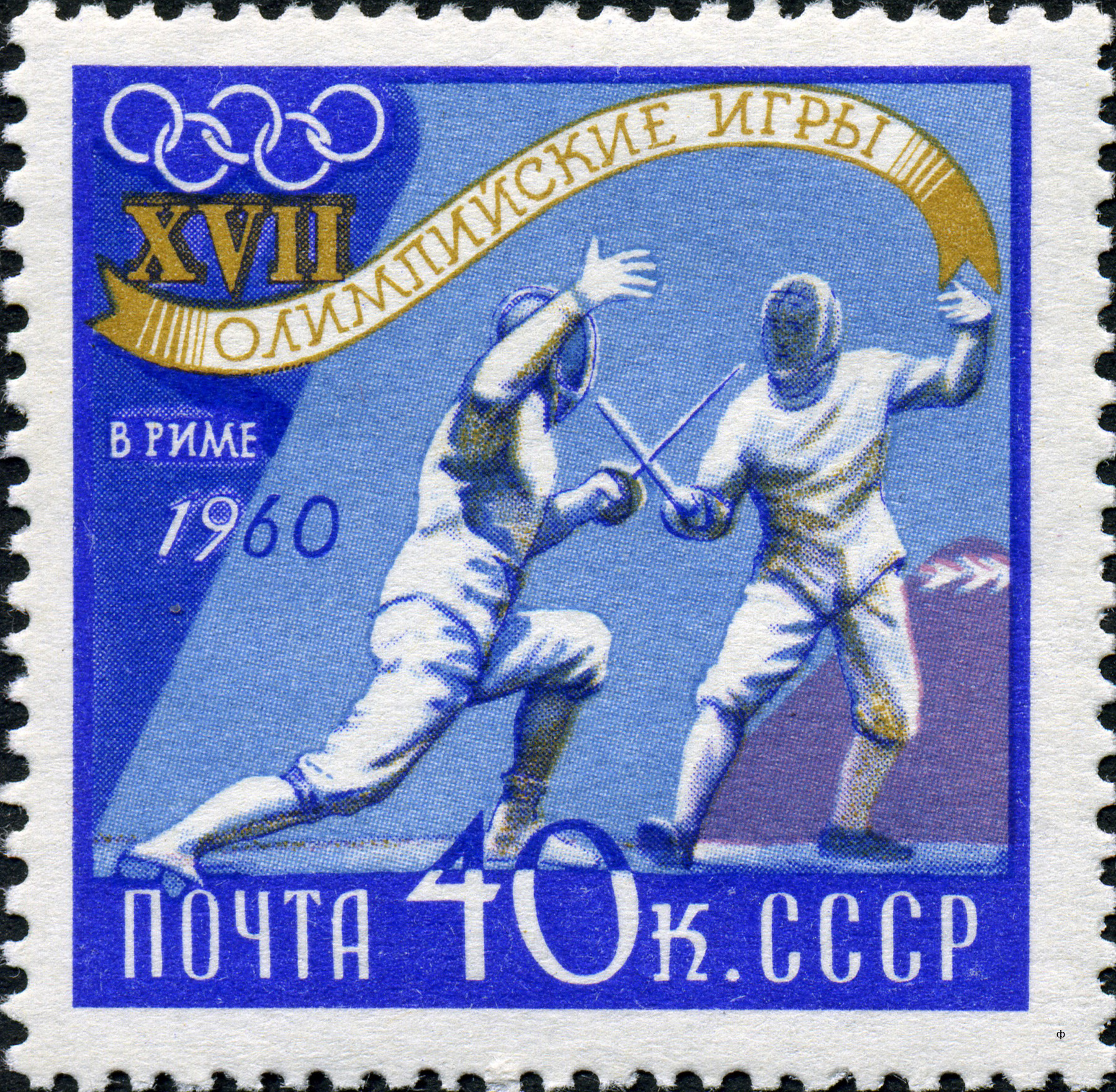
Почтовая марка СССР, 1960 год. Летние Олимпийские игры 1960

Первые командные соревнования прошли у мужчин на рапирах в 1929 году, а командные соревнования на саблях и шпагах у мужчин прошли в 1930 году. В 1932 году появились командные соревнования у женщин на рапирах. Командные соревнования у женщин на шпагах и саблях появились в расписании чемпионатов мира одновременно с введением этих видов в программу чемпионатов в 1989 и 1999 годах соответственно.
Чемпионаты Европы по фехтованию проводятся с 1981 года под эгидой Европейской конфедерацией фехтования. С 1972 года проводится Кубок мира по фехтованию. Также проводятся национальные чемпионаты. Фехтование на шпагах входит в программу современного пятиборья.
Первоначально фиксация уколов осуществлялась четырьмя помощниками главного судьи, располагавшимися по разные стороны от фехтовальной дорожки. Начиная с 1936 года, в соревнованиях на шпагах вместо боковых судей применяется электрическая система регистрации уколов. В соревнованиях на рапирах электронная система применяется с 1956 года, а в фехтовании на саблях с 1988 года.

## Правила

С — центральная линия
G — линия исходной позиции спортсменов
D — (оранжевый участок) — конец дорожки

Начальная стойка

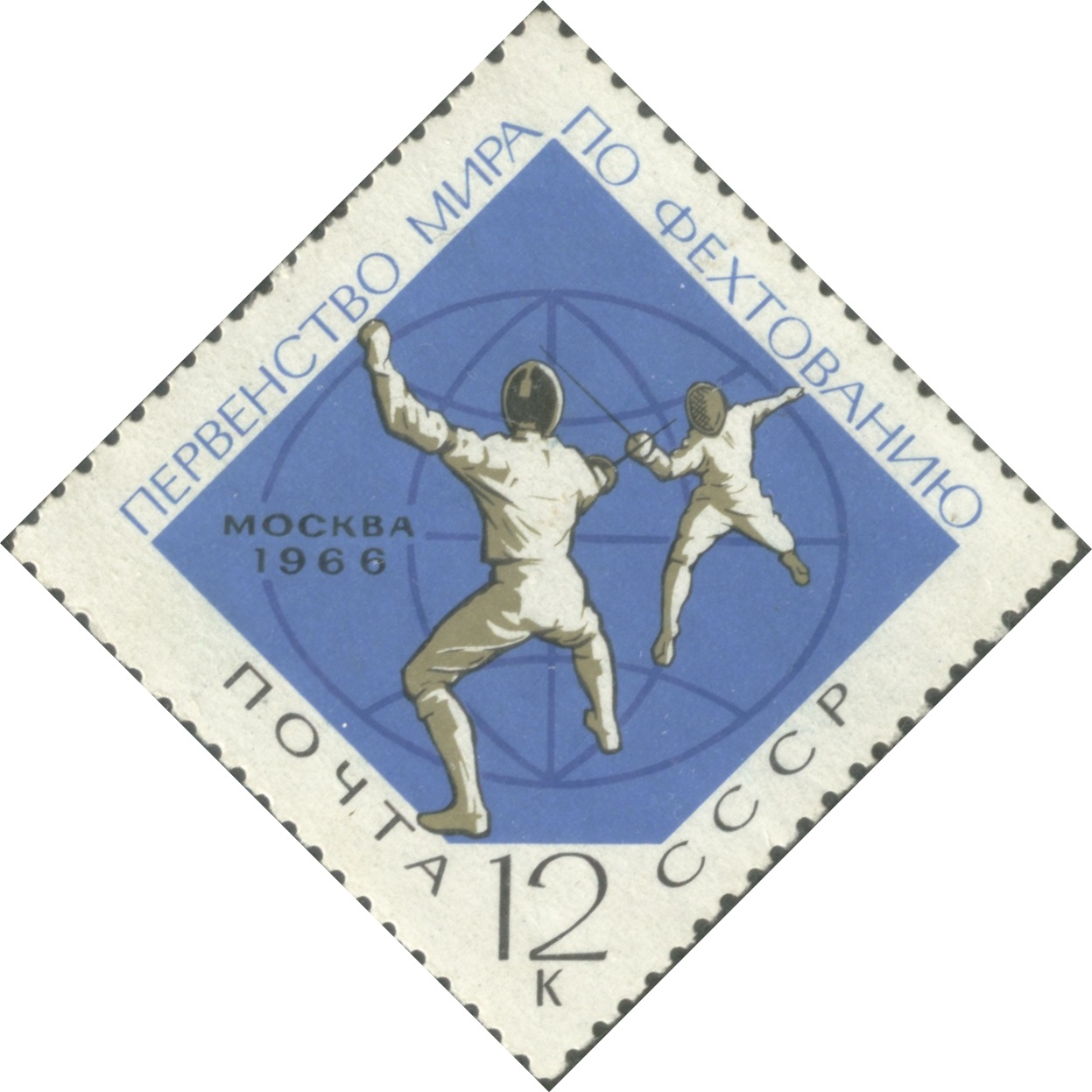
Почтовая марка, 1966 год

Главная цель спортивного состязания — нанести укол (или удар в фехтовании на саблях) сопернику. Победа присуждается тому, кто первым нанесёт определённое количество уколов или большее их количество за определённое время. Бой управляется и оценивается спортивным судьёй. Уколы и удары, нанесённые фехтовальщиками, регистрируются электрической схемой, которая подаёт звуковой сигнал и зажигает лампу нужного цвета при касании соперника. Провода проходят через оружие фехтовальщика и его одежду. Арбитр оценивает удары и уколы, основываясь на показаниях регистрирующего аппарата с учётом правил боя в каждом виде фехтования. Бои в разных видах оружия отличаются правилами, позволяющими засчитывать уколы и удары. У шпажистов отмечается сам факт попадания, а у рапиристов и саблистов определённым цветом показывается также, был ли этот укол (удар) нанесён в поражаемую поверхность. Рефери может не засчитать зарегистрированный электрофиксатором укол, если он был нанесён с нарушением правил. Чтобы электрофиксатор зарегистрировал укол рапирой и шпагой, давление на наконечник оружия должно составлять не менее 4,9 Н (500 гр) и 7,35 Н (750 гр). После команды «стоп» уколы (удары) не засчитываются, за исключением случаев, когда процесс нанесения укола (удара) начался ещё до команды.
Поединок в фехтовании происходит на сделанной из электропроводящего материала фехтовальной дорожке шириной 1,5—2 м и длиной 14 м, которая изолирована от регистрирующего уколы или удары аппарата. На дорожку нанесена разметка в виде проходящей перпендикулярно дорожке центральной линии, двух линий исходной позиции, которые расположены на расстоянии 2 м от центральной линии, боковых и задних границ дорожки. С каждой стороны дорожки выделяются отрезки длиной в 2 м (по всей ширине дорожки), которые во время поединка предупреждают отступающего спортсмена, что он находится в опасной близости от своей задней границы.
Пересечение бойцом границы за его спиной карается штрафным уколом. При выходе бойцами за боковые границы дорожки бой останавливается, а нанесённые после этого уколы аннулируются.

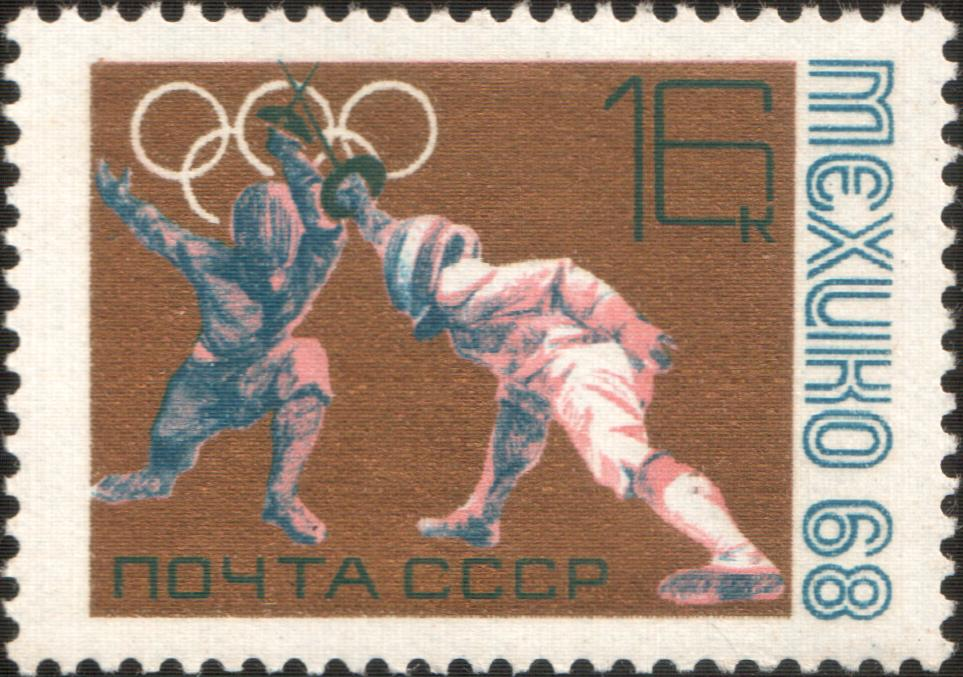
Марка СССР: Фехтование на рапирах. Серия: XIX Летние Олимпийские игры в Мехико, Мексика (12—27/X)

В командных соревнованиях бой также проводится между двумя фехтовальщиками. Каждый член команды проводит свой поединок, результаты суммируются. Победителем считается команда, совершившая большее количество уколов.
В фехтовании запрещены столкновения бойцов телами, виновному в столкновении выносится предупреждение, повторное столкновение карается штрафным уколом.
В настоящее время с целью повышения качества судейства судья может использовать видеоповтор для принятия решения. Также каждый из бойцов может потребовать пересмотра решения судьи с использованием видеоповтора.
Перед началом боя проверяются оружие спортсменов и их экипировка. Оружие проверяется на жёсткость, длину, наличие микротрещин, экипировка и маска проверяются на прочность (костюм должен выдерживать нагрузку до 800 Н), а также на электропроводимость.

## Команды в фехтовании
Как правило, судья отдаёт команды во время соревнования на французском языке. Различаются следующие команды:
- Ан гард (фр. En guarde — «к бою»). Сигнал о подготовке к соревнованию. Участники поединка должны занять позиции каждый за своей линией начала боя.

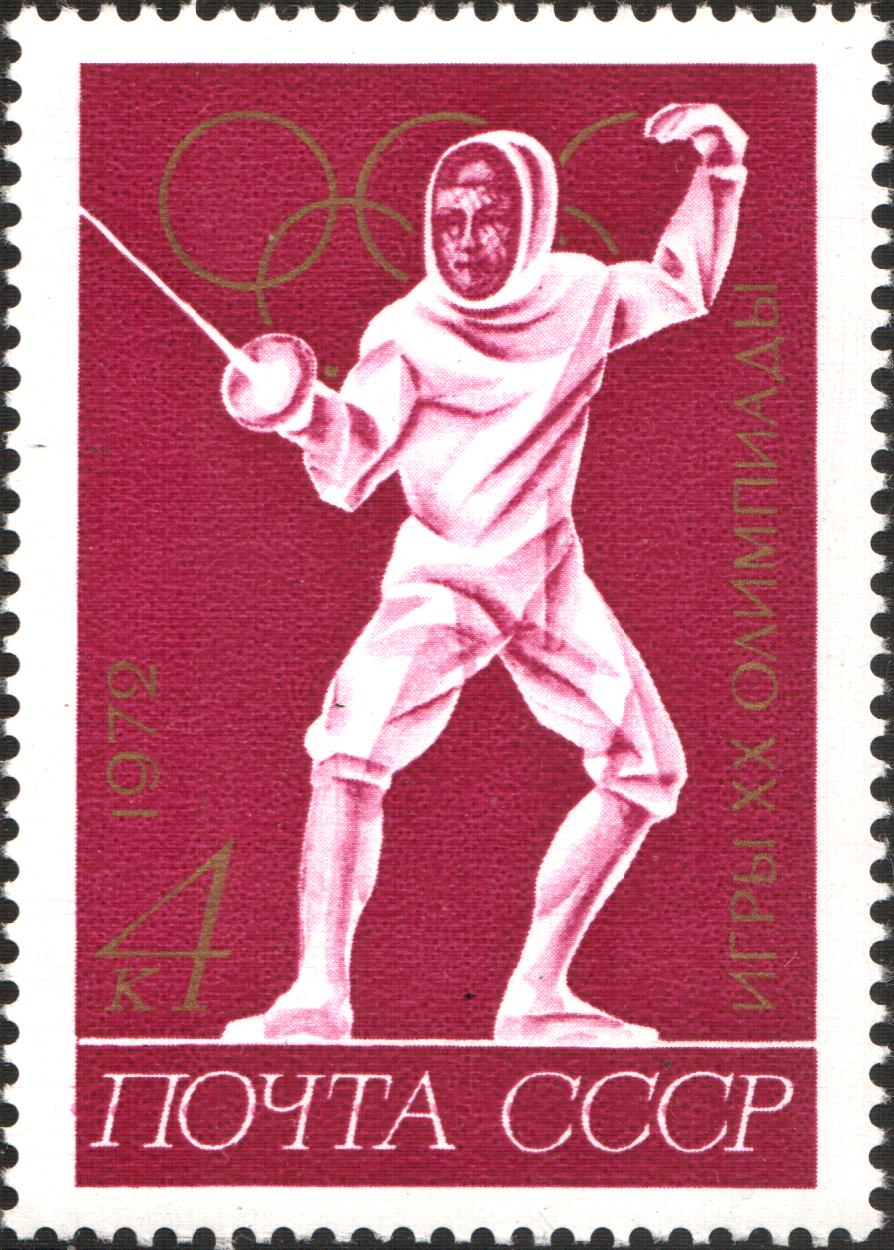
Почтовая марка СССР. Летние Олимпийские игры 1972 года

- Почтовая марка СССР. Летние Олимпийские игры 1972 годаЭт-ву прэ? (фр. Êtes-vous prêt? — «вы готовы?»). Судья задаёт вопрос перед началом боя обоим участникам. Участник, не готовый к бою, должен подать сигнал судье, топнув ногой и подняв оружие вверх.
- Алле! (фр. Allez! — «начинайте»). Сигнал о начале боя. Участники вправе начать движение.
- Альт! (фр. Halte! — «стой»). Остановка боя.
- А друа (фр. A droit — «направо»). Укол присуждается фехтовальщику, находящемуся справа от главного судьи.
- А гош (фр. A gauche — «налево»). Укол присуждается фехтовальщику, находящемуся слева.
- Па конте! (фр. Pas compter! — «не считать»). Укол не присуждается никому.
- Дубль! (фр. Double! — «Двойной»). Укол присуждается обоим участникам (Применим в бою на шпагах).

## Фехтование на рапирах (фр.fleuret)

Красным цветом выделены области, уколы в которые засчитываются при фехтовании на рапирах

Засчитываются лишь уколы, нанесённые в металлизированную куртку (электрокуртку). Уколы в области, не закрытые металлизированной курткой, регистрируются белой лампой и считаются недействительными. Основное современное правило в фехтовании на рапирах определяет, что атака противника должна быть отражена прежде, чем начато ответное действие (правота атаки). Приоритет действия переходит от одного фехтовальщика к другому после активного действия на оружие соперника своим оружием (правота защиты). Преимущество определяет арбитр. Он останавливает действия, когда регистрирующий уколы аппарат сигнализирует об их нанесении. Тогда, ориентируясь на показания аппарата, арбитр присуждает укол или его аннулирует. Затем продолжает поединок. Нельзя поворачиваться к противнику спиной или закрывать от укола части тела незащищенной рукой.

## Фехтование на саблях (фр.sabre)

Красным цветом выделены области, уколы и удары в которые засчитываются при фехтовании на саблях

Удары и уколы наносятся во все части тела фехтовальщика выше талии, включая руки (до запястья) и маску. Поражаемая поверхность закрыта защитной одеждой с серебряной стружкой, в то время как маска также находится в электрическом контакте с курткой. Удар и укол фиксируются цветной лампой на аппарате. Бой на саблях имеет сходство с фехтованием на рапирах. Те же основные правила определения победителя в схватке, где атакующий имеет преимущество перед контратакующим при одновременно нанесённых ударах или уколах. Фехтовальная фаза развивается от атаки к парированию и попытке нанесения ответа, переходом приоритета действия от одного фехтовальщика к другому. Главное же отличие в том, что саблей на практике наносят преимущественно удары, а не уколы, защититься от первых сложнее, и бой становится гораздо более динамичным. В отличие от рапиры и шпаги, в фехтовании на саблях запрещён «скрёстный шаг вперёд», но назад разрешён.

## Фехтование на шпагах (фр.épée)

Красным цветом выделены области, уколы в которые засчитываются при фехтовании на шпагах

Уколы наносятся во все части тела спортсмена, кроме затылка. Оружие и фехтовальная дорожка изолированы от аппарата, и укол в них не регистрируется. В фехтовании на шпагах не существует приоритета действий. Аппарат не фиксирует укол, нанесённый позже другого более чем на 0,05 с. Одновременно нанесённые уколы взаимно регистрируются и присуждаются обоим фехтовальщикам. Лишь последние уколы в поединке при равном счёте нуждаются в повторе.

## Оружие

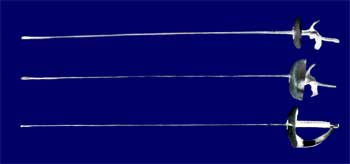
Сверху вниз: рапира, шпага, сабля

Используется три вида оружия: рапира, сабля, шпага. Фехтовальное оружие состоит из клинка и гарды.
Рапира представляет собой колющее оружие (удары можно наносить только остриём клинка) массой не более 500 г и длиной не более 110 см с гибким клинком четырёхгранного сечения длиной не более 90 см; кисть руки защищена круглой гардой диаметром 12 см.

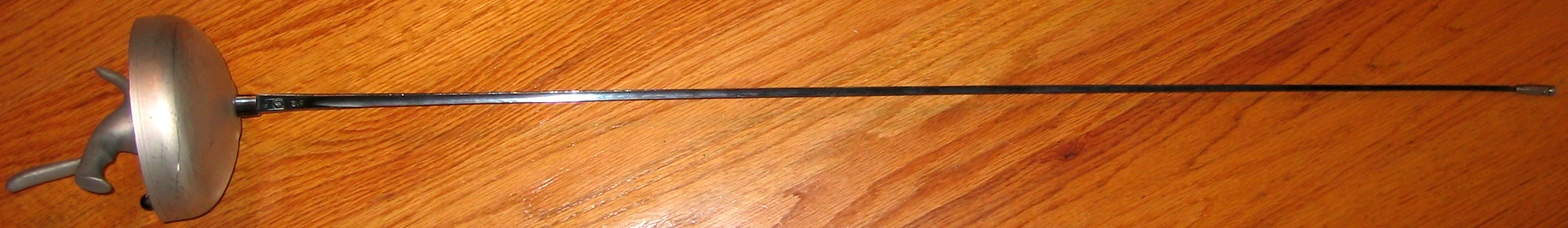
Шпага с рукоятью пистолетного типа

Шпага более тяжёлое колющее оружие, массой не более 770 г и длиной не более 110 см, похожа по конструкции на рапиру с более жёстким и чуть более длинным клинком трёхгранного сечения. Кисть руки защищена круглой гардой диаметром 13,5 см.
Сабля — рубяще-колющее оружие массой не более 500 г и длиной не более 105 см с гибким клинком трапециевидного сечения длиной не более 88 см. Наносить можно не только уколы остриём, но и удары клинком, удары гардой запрещены. Гарда овальной формы со скобой, защищающей кисть и пальцы спортсмена.
На острие рапиры и шпаги надевается наконечник — кнопка, замыкающая электрическую цепь, образованную проводом, проходящим под курткой спортсмена и в клинке, и прибором, фиксирующим уколы; к гарде прикрепляется разъём — двойник в случае рапиры и сабли или тройник в случае шпаги для подсоединения провода. Сабля наконечника не имеет.

## Экипировка

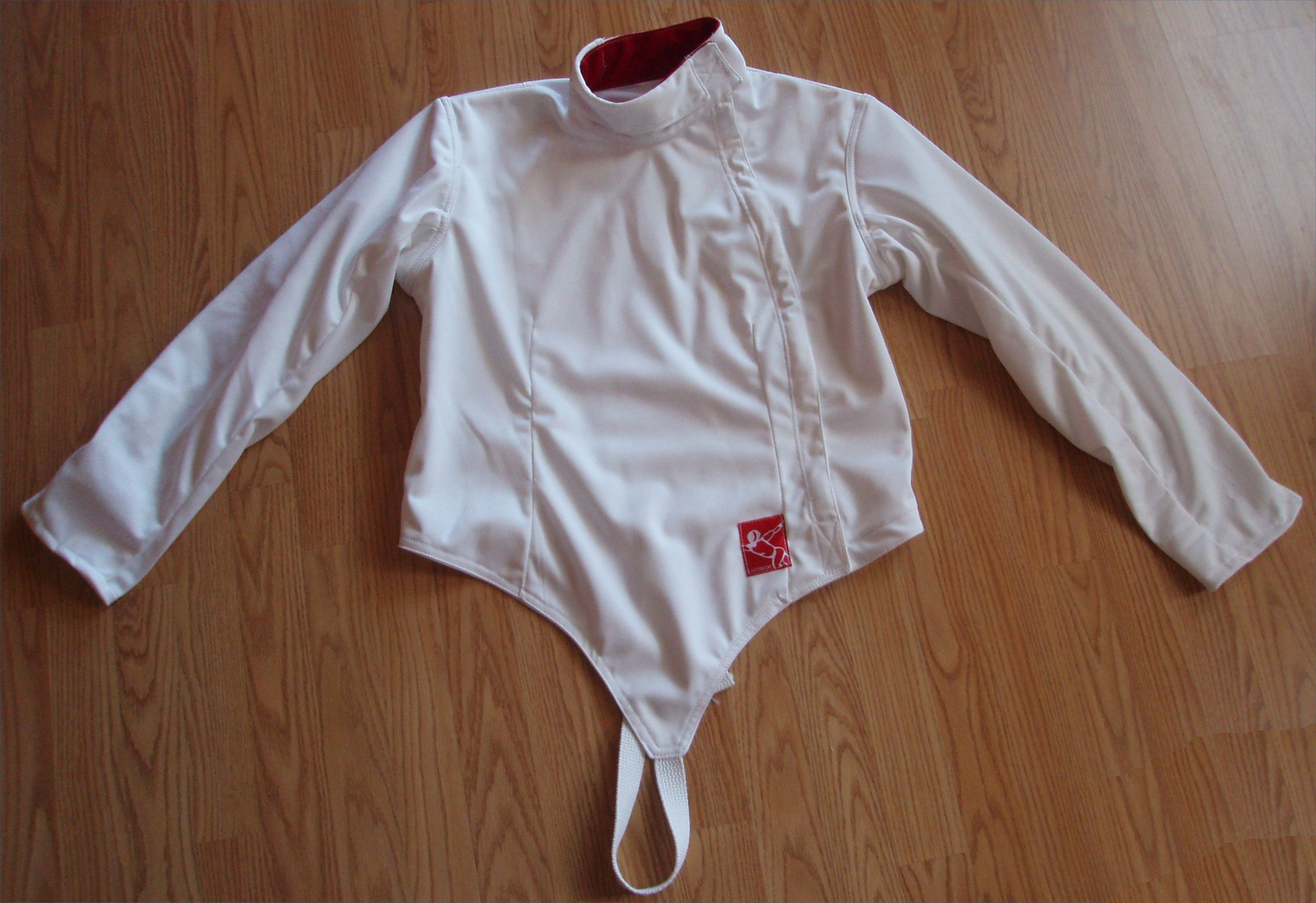
Куртка

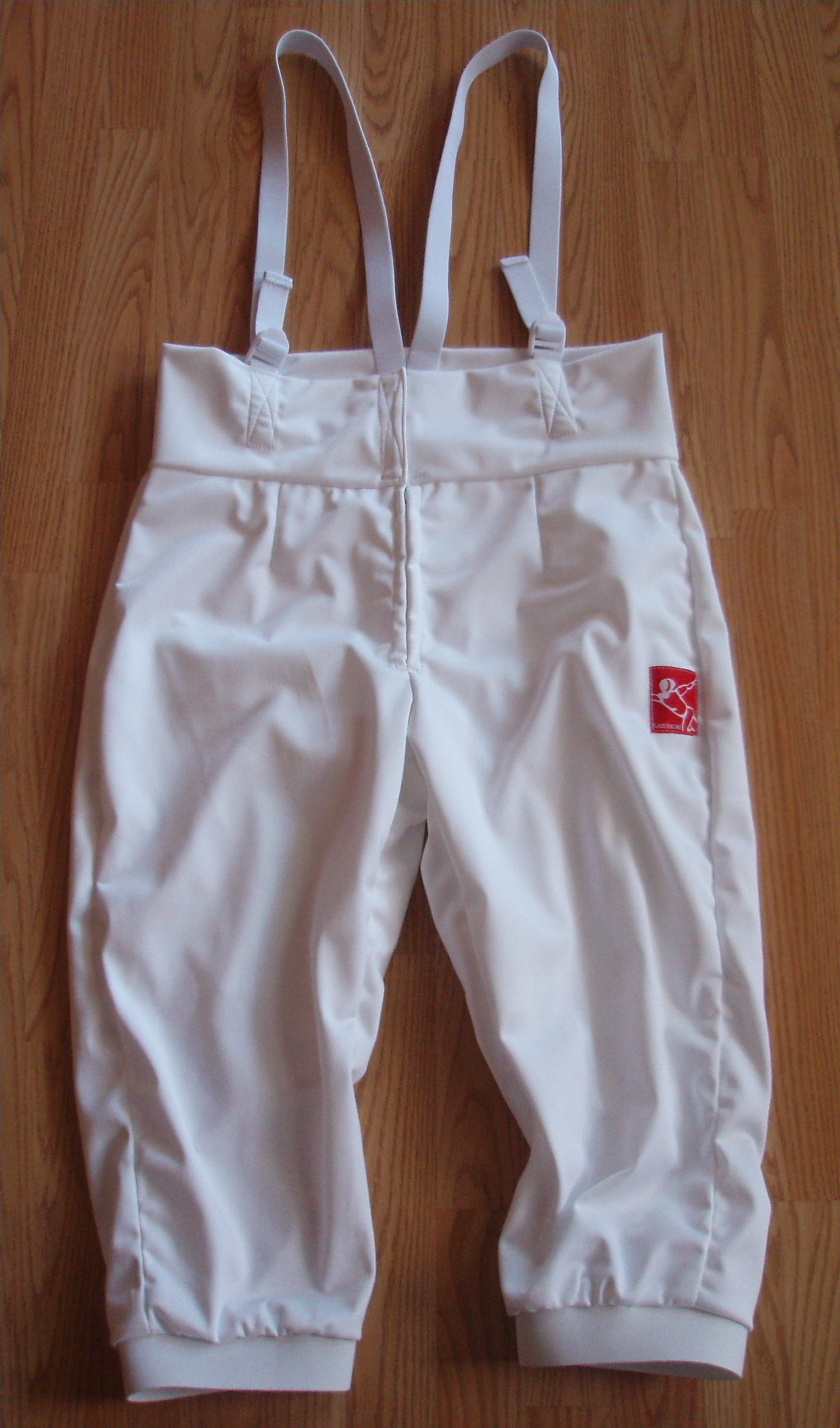
Брюки

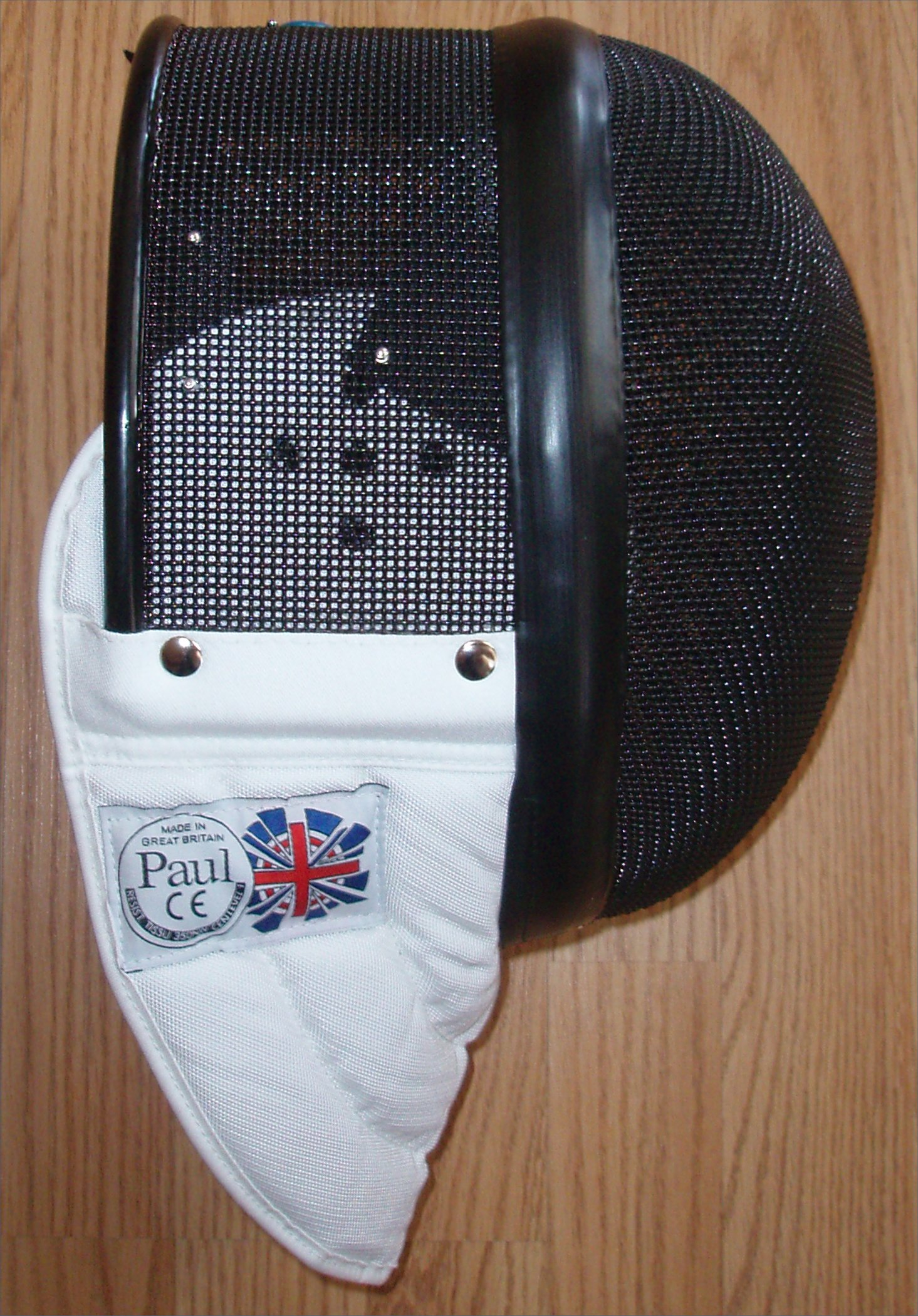
Маска

В экипировку фехтовальщика входит защитный костюм белого цвета из облегченного кевлара, состоящий из куртки (колет) и брюк по колено на подтяжках. На ноги надеваются длинные белые гетры и специальная фехтовальная обувь, с плоской подошвой. Голову защищает маска с металлической сеткой и воротом, защищающим горло спортсмена. На вооруженную руку надевают перчатку.
У шпажистов сетка маски изолирована изнутри и снаружи пластическим ударостойким материалом. Маски рапиристов аналогичны маскам шпажистов, но ещё дополнительно имеют электрический воротник. У саблистов сетка маски и воротник не изолированы и выполняются из электропроводящего материала. Сабельная перчатка имеет токопроводящий манжет.
Рапиристы надевают поверх костюма специальные металлизированные токопроводящие жилеты, а саблисты — куртки, отображающие поражаемую поверхность спортсмена.